# SPRING TOUR'90
『SPRING TOUR'90』は、少年隊のライブビデオ、DVD。VHSは1990年8月25日発売。DVDは「少年隊 35th Anniversary BEST」（完全発注限定盤）2020年12月12日に発売。発売元はワーナー・パイオニア。

## 概要
1990年4月8日にNHKホールで行われたコンサートの模様を収録している。

## 収録曲
1. OPENING～星屑のスパンコール
2. Baby Baby Baby
3. サクセス・ストリート
4. 君だけに
5. 封印LOVE
6. メドレー
  1. ABC
  2. バラードのように眠れ
  3. SILENT DANCER
  4. What's your name?
  5. STRIPE BLUE
7. レイニー・エクスプレス
8. メドレー
  1. 踊り子
  2. あなたに今Good-by
  3. 愛の手紙
  4. What's your name?
9. April Hurricane - 植草克秀
10. My Dear Mrs. Las Vegas - 錦織一清
11. FUNKY MEDLEY
  1. Funky Stuff
  2. Jungle Boogie
  3. Boogie Shoes
  4. Boogie Shoes～That's The Way-I Like It-～
  5. Shake Your Booty
  6. ガ・ガ・ガ
  7. ダイヤモンド・アイズ
  8. 日本よいとこ摩可不思議
  9. 哀しみのプリンセスへ
  10. 君を旅して知っている
12. こわがらないで、天使（エンジェル） -東山紀之
13. ブギヴギ・キャット
14. パーティーは終わったよ
15. パーティーが終わっても
16. 星屑のスパンコール
17. 封印LOVE
18. 仮面舞踏会
19. What's your name?